# Clemensia inleis
Clemensia inleis là một loài bướm đêm thuộc phân họ Arctiinae, họ Erebidae.